# 6 Horas de Fuji 2018
Las 6 Horas de Fuji de 2018 fueron una carrera de resistencia, disputada en Fuji Speedway, Shizuoka (Japón). Se disputó el 14 de octubre de 2018 y fue la cuarta ronda de la temporada 2018-19 del Campeonato Mundial de Resistencia de la FIA.

## Clasificación
Las pole positions de cada clase están marcadas en negrita.
| Pos. | Categoría | N.° | Escudería                 | Tiempo   | Dif.    | Parrilla |
| ---- | --------- | --- | ------------------------- | -------- | ------- | -------- |
| 1    | LMP1      | 8   | Toyota Gazoo Racing       | 1:23.648 | -       | 1        |
| 2    | LMP1      | 1   | Rebellion Racing          | 1:24.359 | +0.711  | 2        |
| 3    | LMP1      | 3   | Rebellion Racing          | 1:24.533 | +0.885  | 3        |
| 4    | LMP1      | 17  | SMP Racing                | 1:24.744 | +1.096  | 4        |
| 5    | LMP1      | 11  | SMP Racing                | 1:25.146 | +1.498  | 5        |
| 6    | LMP1      | 4   | ByKolles Racing Team      | 1:26.579 | +2.931  | 6        |
| 7    | LMP1      | 10  | DragonSpeed               | 1:28.207 | +4.559  | 7        |
| 8    | LMP2      | 31  | DragonSpeed               | 1:28.906 | +5.258  | 9        |
| 9    | LMP2      | 37  | Jackie Chan DC Racing     | 1:29.203 | +5.555  | 10       |
| 10   | LMP2      | 38  | Jackie Chan DC Racing     | 1:29.294 | +5.646  | 11       |
| 11   | LMP2      | 36  | Signatech Alpine Matmut   | 1:29.432 | +5.784  | 12       |
| 12   | LMP2      | 28  | TDS Racing                | 1:30.795 | +7.147  | 13       |
| 13   | LMP2      | 29  | Racing Team Nederland     | 1:31.440 | +7.792  | 14       |
| 14   | LMP2      | 50  | Larbre Compétition        | 1:32.677 | +9.029  | 15       |
| 15   | LMGTE Pro | 95  | Aston Martin Racing       | 1:36.093 | +12.445 | 16       |
| 16   | LMGTE Pro | 82  | BMW Team MTEK             | 1:36.275 | +12.627 | 17       |
| 17   | LMGTE Pro | 97  | Aston Martin Racing       | 1:36.362 | +12.714 | 18       |
| 18   | LMGTE Pro | 67  | Ford Chip Ganassi Team UK | 1:36.453 | +12.805 | 19       |
| 19   | LMGTE Pro | 71  | AF Corse                  | 1:36:542 | +12.894 | 20       |
| 20   | LMGTE Pro | 51  | AF Corse                  | 1:36.544 | +12.896 | 21       |
| 21   | LMGTE Pro | 81  | BMW Team MTEK             | 1:36.737 | +13.089 | 22       |
| 22   | LMGTE Pro | 91  | Porsche GT Team           | 1:36.776 | +13.128 | 23       |
| 23   | LMGTE Pro | 66  | Ford Chip Ganassi Team UK | 1:36.967 | +13.319 | 24       |
| 24   | LMGTE Pro | 92  | Porsche GT Team           | 1:37.109 | +13.461 | 25       |
| 25   | LMGTE Am  | 88  | Dempsey-Proton Racing     | 1:38.336 | +14.688 | 26       |
| 26   | LMGTE Am  | 98  | Aston Martin Racing       | 1:38.400 | +14.752 | 27       |
| 27   | LMGTE Am  | 77  | Dempsey-Proton Racing     | 1:38.524 | +14.876 | 28       |
| 28   | LMGTE Am  | 56  | Team Project 1            | 1:38.578 | +14.930 | 29       |
| 29   | LMGTE Am  | 90  | TF Sport                  | 1:38.598 | +14.950 | 30       |
| 30   | LMGTE Am  | 61  | Clearwater Racing         | 1:39.330 | +15.682 | 31       |
| 31   | LMGTE Am  | 86  | Gulf Racing               | 1:39.355 | +15.707 | 32       |
| 32   | LMGTE Am  | 54  | Spirit of Race            | 1:39.371 | +15.723 | 33       |
| 33   | LMGTE Am  | 70  | MR Racing                 | 1:39.885 | +16.237 | 34       |
| 34   | LMP1      | 7   | Toyota Gazoo Racing       | 1:23.678 | +0.030  | 8        |

Fuente: FIA WEC.

## Carrera
Resultados por clase
| Pos. general | Pos. clase | Clase     | N.° | Escudería                 | Pilotos                                                 | Automóvil                 | Vueltas | Tiempo/Retirado | Campeonato | Campeonato |
| Pos. general | Pos. clase | Clase     | N.° | Escudería                 | Pilotos                                                 | Automóvil                 | Vueltas | Tiempo/Retirado | Pos.       | Puntos     |
| LMP          | LMP        | LMP       | LMP | LMP                       | LMP                                                     | LMP                       | LMP     | LMP             | LMP        | LMP        |
| ------------ | ---------- | --------- | --- | ------------------------- | ------------------------------------------------------- | ------------------------- | ------- | --------------- | ---------- | ---------- |
| 1            | 1          | LMP1      | 7   | Toyota Gazoo Racing       | Mike Conway Kamui Kobayashi José María López            | Toyota TS050 Hybrid       | 230     | 6:00:21.800     | 1          | 25         |
| 2            | 2          | LMP1      | 8   | Toyota Gazoo Racing       | Sébastien Buemi Kazuki Nakajima Fernando Alonso         | Toyota TS050 Hybrid       | 230     | +11.440         | 2          | 18         |
| 3            | 3          | LMP1      | 1   | Rebellion Racing          | Neel Jani André Lotterer Bruno Senna                    | Rebellion R13-Gibson      | 226     | +4 vueltas      | 3          | 15         |
| 4            | 4          | LMP1      | 11  | SMP Racing                | Mikhail Aleshin Vitaly Petrov Jenson Button             | BR Engineering BR1-AER    | 219     | +11 vueltas     | 4          | 12         |
| 5            | 5          | LMP1      | 4   | ByKolles Racing Team      | Oliver Webb Tom Dillmann James Rossiter                 | ENSO CLM P1/01-Nismo      | 219     | +11 vueltas     | 5          | 10         |
| 6            | 1          | LMP2      | 37  | Jackie Chan DC Racing     | Jazeman Jaafar Weiron Tan Nabil Jeffri                  | Oreca 07-Gibson           | 217     | +13 vueltas     | 6          | 8          |
| 7            | 2          | LMP2      | 38  | Jackie Chan DC Racing     | Ho-Pin Tung Gabriel Aubry Stéphane Richelmi             | Oreca 07-Gibson           | 217     | +13 vueltas     | 7          | 6          |
| 8            | 3          | LMP2      | 36  | Signatech Alpine Matmut   | Nicolas Lapierre André Negrão Pierre Thiriet            | Alpine A470-Gibson        | 217     | +13 vueltas     | 8          | 4          |
| 9            | 4          | LMP2      | 28  | TDS Racing                | François Perrodo Matthieu Vaxiviere Jean-Éric Vergne    | Oreca 07-Gibson           | 216     | +14 vueltas     | 9          | 2          |
| 10           | 5          | LMP2      | 50  | Larbre Compétition        | Erwin Creed Romano Ricci Keiko Ihara                    | Ligier JS P217-Gibson     | 211     | +19 vueltas     | 10         | 1          |
| 20           | 6          | LMP2      | 31  | DragonSpeed               | Roberto González Pastor Maldonado Anthony Davidson      | Oreca 07-Gibson           | 205     | +25 vueltas     | 11         | 0.5        |
| 21           | 7          | LMP2      | 29  | Racing Team Nederland     | Frits van Eerd Giedo van der Garde Nyck de Vries        | Dallara P217-Gibson       | 204     | +26 vueltas     | 12         | 0.5        |
| NC           | NC         | LMP1      | 10  | DragonSpeed               | James Allen Ben Hanley                                  | BR Engineering BR1-Gibson | 179     | No clasificado  | NC         | NC         |
| NC           | NC         | LMP1      | 17  | SMP Racing                | Stéphane Sarrazin Egor Orudzhev Matevos Isaakyan        | BR Engineering BR1-AER    | 132     | No clasificado  | NC         | NC         |
| NC           | NC         | LMP1      | 3   | Rebellion Racing          | Mathias Beche Thomas Laurent Gustavo Menezes            | Rebellion R13-Gibson      | 23      | No clasificado  | NC         | NC         |
| LMP2         |            |           |     |                           |                                                         |                           |         |                 |            |            |
| 6            | 1          | LMP2      | 37  | Jackie Chan DC Racing     | Jazeman Jaafar Weiron Tan Nabil Jeffri                  | Oreca 07-Gibson           | 217     | 6:00:22.831     | 1          | 25         |
| 7            | 2          | LMP2      | 38  | Jackie Chan DC Racing     | Ho-Pin Tung Gabriel Aubry Stéphane Richelmi             | Oreca 07-Gibson           | 217     | +26.087         | 2          | 18         |
| 8            | 3          | LMP2      | 36  | Signatech Alpine Matmut   | Nicolas Lapierre André Negrão Pierre Thiriet            | Alpine A470-Gibson        | 217     | +44.398         | 3          | 15         |
| 9            | 4          | LMP2      | 28  | TDS Racing                | François Perrodo Matthieu Vaxiviere Jean-Éric Vergne    | Oreca 07-Gibson           | 216     | +1 vuelta       | 4          | 12         |
| 10           | 5          | LMP2      | 50  | Larbre Compétition        | Erwin Creed Romano Ricci Keiko Ihara                    | Ligier JS P217-Gibson     | 211     | +6 vueltas      | 5          | 10         |
| 20           | 6          | LMP2      | 31  | DragonSpeed               | Roberto González Pastor Maldonado Anthony Davidson      | Oreca 07-Gibson           | 205     | +12 vueltas     | 6          | 8          |
| 21           | 7          | LMP2      | 29  | Racing Team Nederland     | Frits van Eerd Giedo van der Garde Nyck de Vries        | Dallara P217-Gibson       | 204     | +13 vueltas     | 7          | 6          |
| LMGTE        |            |           |     |                           |                                                         |                           |         |                 |            |            |
| Pos. general | Pos. clase | Clase     | N.° | Escudería                 | Pilotos                                                 | Automóvil                 | Vueltas | Tiempo/Retirado | Campeonato | Campeonato |
| Pos. general | Pos. clase | Clase     | N.° | Escudería                 | Pilotos                                                 | Automóvil                 | Vueltas | Tiempo/Retirado | Pos.       | Puntos     |
| 11           | 1          | LMGTE Pro | 92  | Porsche GT Team           | Michael Christensen Kévin Estre                         | Porsche 911 RSR           | 207     | 6:00:41.048     | 1          | 25         |
| 12           | 2          | LMGTE Pro | 82  | BMW Team MTEK             | Tom Blomqvist António Félix da Costa                    | BMW M8 GTE                | 207     | +12.186         | 2          | 18         |
| 13           | 3          | LMGTE Pro | 67  | Ford Chip Ganassi Team UK | Andy Priaulx Harry Tincknell                            | Ford GT                   | 207     | +25.242         | 3          | 15         |
| 14           | 4          | LMGTE Pro | 51  | AF Corse                  | Alessandro Pier Guidi James Calado                      | Ferrari 488 GTE EVO       | 207     | +50.133         | 4          | 12         |
| 15           | 5          | LMGTE Pro | 91  | Porsche GT Team           | Richard Lietz Gianmaria Bruni                           | Porsche 911 RSR           | 207     | +1:18.934       | 5          | 10         |
| 16           | 6          | LMGTE Pro | 95  | Aston Martin Racing       | Marco Sørensen Nicki Thiim                              | Aston Martin Vantage AMR  | 206     | +1 vuelta       | 6          | 8          |
| 17           | 7          | LMGTE Pro | 81  | BMW Team MTEK             | Martin Tomczyk Nick Catsburg                            | BMW M8 GTE                | 206     | +1 vuelta       | 7          | 6          |
| 18           | 8          | LMGTE Pro | 66  | Ford Chip Ganassi Team UK | Stefan Mücke Olivier Pla                                | Ford GT                   | 206     | +1 vuelta       | 8          | 4          |
| 19           | 9          | LMGTE Pro | 97  | Aston Martin Racing       | Alex Lynn Maxime Martin                                 | Aston Martin Vantage AMR  | 206     | +1 vuelta       | 9          | 2          |
| 22           | 10         | LMGTE Pro | 71  | AF Corse                  | Davide Rigon Sam Bird                                   | Ferrari 488 GTE EVO       | 202     | +5 vueltas      | 10         | 1          |
| 23           | 1          | LMGTE Am  | 56  | Team Project 1            | Jörg Bergmeister Patrick Lindsey Egidio Perfetti        | Porsche 911 RSR           | 201     | +6 vueltas      | 11         | 0.5        |
| 24           | 2          | LMGTE Am  | 90  | TF Sport                  | Salih Yoluç Jonathan Adam Charlie Eastwood              | Aston Martin Vantage      | 201     | +6 vueltas      | 12         | 0.5        |
| 25           | 3          | LMGTE Am  | 98  | Aston Martin Racing       | Paul Dalla Lana Pedro Lamy Mathias Lauda                | Aston Martin Vantage      | 201     | +6 vueltas      | 13         | 0.5        |
| 26           | 4          | LMGTE Am  | 86  | Gulf Racing UK            | Michael Wainwright Ben Barker Thomas Preining           | Porsche 911 RSR           | 201     | +6 vueltas      | 14         | 0.5        |
| 27           | 5          | LMGTE Am  | 54  | Spirit of Race            | Thomas Flöhr Francesco Castellacci Giancarlo Fisichella | Ferrari F488 GTE          | 200     | +7 vueltas      | 15         | 0.5        |
| 28           | 6          | LMGTE Am  | 61  | Clearwater Racing         | Weng Sun Mok Keita Sawa Matthew Griffin                 | Ferrari F488 GTE          | 200     | +7 vueltas      | 16         | 0.5        |
| NC           | NC         | LMGTE Am  | 70  | MR Racing                 | Motoaki Ishikawa Olivier Beretta Eddie Cheever III      | Ferrari F488 GTE          | 14      | No clasificado  | NC         | NC         |
| DSQ          | DSQ        | LMGTE Am  | 88  | Dempsey-Proton Racing     | Satoshi Hoshino Gianluca Roda Matteo Cairoli            | Porsche 911 RSR           | 201     | Descalificado   | DSQ        | DSQ        |
| DSQ          | DSQ        | LMGTE Am  | 77  | Dempsey-Proton Racing     | Christian Ried Julien Andlauer Matt Campbell            | Porsche 911 RSR           | 176     | Descalificado   | DSQ        | DSQ        |
| LMGTE Am     |            |           |     |                           |                                                         |                           |         |                 |            |            |
| 23           | 1          | LMGTE Am  | 56  | Team Project 1            | Jörg Bergmeister Patrick Lindsey Egidio Perfetti        | Porsche 911 RSR           | 201     | 6:00:42.101     | 1          | 25         |
| 24           | 2          | LMGTE Am  | 90  | TF Sport                  | Salih Yoluç Jonathan Adam Charlie Eastwood              | Aston Martin Vantage      | 201     | +28.434         | 2          | 18         |
| 25           | 3          | LMGTE Am  | 98  | Aston Martin Racing       | Paul Dalla Lana Pedro Lamy Mathias Lauda                | Aston Martin Vantage      | 201     | +1:06.687       | 3          | 15         |
| 26           | 4          | LMGTE Am  | 86  | Gulf Racing UK            | Michael Wainwright Ben Barker Thomas Preining           | Porsche 911 RSR           | 201     | +1:23.577       | 4          | 12         |
| 27           | 5          | LMGTE Am  | 54  | Spirit of Race            | Thomas Flöhr Francesco Castellacci Giancarlo Fisichella | Ferrari F488 GTE          | 200     | +1 vuelta       | 5          | 10         |
| 28           | 6          | LMGTE Am  | 61  | Clearwater Racing         | Weng Sun Mok Keita Sawa Matthew Griffin                 | Ferrari F488 GTE          | 200     | +1 vuelta       | 6          | 8          |
| NC           | NC         | LMGTE Am  | 70  | MR Racing                 | Motoaki Ishikawa Olivier Beretta Eddie Cheever III      | Ferrari F488 GTE          | 14      | No clasificado  | NC         | NC         |
| DSQ          | DSQ        | LMGTE Am  | 88  | Dempsey-Proton Racing     | Satoshi Hoshino Gianluca Roda Matteo Cairoli            | Porsche 911 RSR           | 201     | Descalificado   | DSQ        | DSQ        |
| DSQ          | DSQ        | LMGTE Am  | 77  | Dempsey-Proton Racing     | Christian Ried Julien Andlauer Matt Campbell            | Porsche 911 RSR           | 176     | Descalificado   | DSQ        | DSQ        |

Fuentes: FIA WEC.